# E Nomine
Az E Nomine (a latin „In Nomine”, „az Ő nevében/az Úr nevében” kifejezésből) 1999-ben, Christian Weller és Friedrich „Fritz” Graner producerek által létrehozott német könnyűzenei projekt, amely magát a „monumentális vokális zene”" műfajba sorolja be. Az együttes munkásságban egyedülálló módon keveri a gregorián éneket, operát és az egyházi kántálást olyan modern könnyűzenei műfajokkal, mint a trance, a techno vagy egyes metalzenei elemek. Emellett dalaikban ismert német vokalisták és szinkronszínészek is hallhatóak, mint például Christian Brückner vagy Rolf Schult. Dalaikban német és latin nyelvű szöveg hallható.

## Története
Az együttest 1999-ben alapította két német zenei producer, Christian Weller („Chris Tentum”) és Friedrich "Fritz" Graner („Sir Fritz”), és még ugyanebben az évben megjelent első nagylemezük, a Das Testament, miután első kislemezük, a Vater Unser nagy sikert ért el Németországban. Zenéjükben első sorban elektronikus (trance, techno) zenei elemeket kevertek német vokalisták által felolvasott vallásos szövegekkel, gregorián énekekkel és operai elemekkel, utóbbiakat a Deutsche Oper Berlin vokalistái énekeltek el, akárcsak a Lesiëm együttes esetében.
Második nagylemezük 2002-ben látott napvilágot Finsternis (Sötétség) címmel, ezen elsősorban horrorfilmekből és okkult témakörökből építkező dalok szerepeltek. Ezt 2003-ban a Die Prophezeiung követte, amely dalai a világvégével kapcsolatos történetekről és próféciákról, illetve a sötétség és a fény közti örökös harcról, a halálról és a túlvilágról szólnak. Később az albumnak egy különleges, klasszikus zenei alapokra átírt változata is megjelent Die Prophezeiung: Klassik Edition címmel.
A projekt utolsó nagylemeze 2004-ben jelent meg Das Beste aus... Gottes Beitrag und Teufels Werk címmel, ami amellett hogy válogatásalbum volt, új dalok is helyet kaptak rajta. Ezután már csak egy kislemez jelent meg 2008-ban „Heilig” címmel (ezt eredetileg fizikai formában is piacra kívánták dobni, ám több hónapos csúszás és a kiadóval való viták után csak digitális letöltésként vált elérhetővé), ezután az együttes hivatalosan nem működött tovább, ellenben 2012-ben a két alapító, Weller és Graner egy új projekttel, a Schlafes Bruder nevű hard rock formációval jelentkezett, amelyet hivatalosan az E Nomine utódjaként és reinkarnációjaként tartanak számon. Ezen együttes zenéjében a hard rock műfaj keveredik latin vokállal. Első albumuk témái a keresztes hadjáratok voltak. Itt Graner már fő vokalistaként szerepel, ő énekli a "Heilig" és az "Excalibur" dalok vokáljait (utóbbi az E Nomine utolsó, de már soha ki nem adott dala), amely mindkét dal felkerült a Schlafes Bruder 2013-ban kiadott első albumára.

## Közreműködő narrátorok
A projekt számos német narrátorral és szinkronszínésszel dolgozott együtt dalaiban, ezek a következők (zárójelben a dalok amelyekben megszólalnak):
- Christian Brückner ("Vater Unser", "E Nomine (Denn sie wissen nicht was sie tun)", "Das Abendmahl", "Vater Unser Part II (Psalm 23)", "Mitternacht", "Dracul's Bluthochzeit", "Deine Welt", "Das Omen (Im Kreis des Bösen)", "Mysteria", "Das Tier in mir")
- Martin Keßler ("Himmel & Hölle", "Ave Maria", "Aus dem Jenseits", "Carpe Noctem", "Opus Magnum")
- Frank Glaubrecht ("Der Fürst der Finsternis", "Hallelujah", "Der Exorzist", "Das Rad des Schicksals", "Die Posaunen von Jericho")
- Joachim Kerzel ("Die 10 Gebote", "Die Sintflut", "Per l'Eternita", "Das Tier in mir (Wolfen)")
- Michael Chevalier ("Zorn - Die 12 Verbotenen Töne", "Herr der Schatten", "Spiegelbilder")
- Thomas Danneberg ("Bibelworte des Allmächtigen", "Im Zeichen des Zodiak", "Nebelpfade")
- Eckart Dux ("Angst", "Die Nachtwache", "Wiegenlied")
- Rolf Schult ("Die Schwarzen Reiter", "Hexenjagd")
- Helmut Krauss ("Das Böse", "Schwarze Sonne")
- Otto Mellies ("Wer den Wind sät...", "Der Ring der Nibelungen")
- Joachim Tennstedt ("Exitus", "Friedenshymne")
- Jürgen Thormann ("Seit Anbeginn der Zeit", "Der Prophet")
- Manfred Lehmann ("Séance")
- Wolfgang Pampel ("Anderwelt (Laterna Magica)")
- Elmar Wepper ("Die Runen von Asgard")
- Gerrit Schmidt-Foß ("Laetitia")
- Elisabeth Günther ("Morgane Le Fay")
- Tobias Meister ("Mondengel").

## Diszkográfia

### Nagylemezek
- Das Testament (1999)
- Finsternis (2002)
- Die Prophezeiung (2003)
- Das Beste aus… Gottes Beitrag und Teufels Werk (2004, válogatásalbum)

### Kislemezek
- Vater Unser (1999)
- E Nomine (Denn Sie Wissen Nicht Was Sie Tun) (2000)
- Mitternacht (2001)
- Das Tier in mir (Wolfen) & Die Schwarzen Reiter (2002)
- Deine Welt (2002)
- Das Omen (Im Kreis des Bösen) (2003)
- Schwarze Sonne (közr. Ralf Moeller) (2003)
- Vater Unser Part II – Psalm 23 (2004)
- Das Böse - EP (2005)
- Heilig (2007; hivatalosan csak 2008 elején jelent meg)

## Fordítás
- Ez a szócikk részben vagy egészben  az   E Nomine című angol Wikipédia-szócikk ezen változatának fordításán alapul.  Az eredeti cikk szerkesztőit annak laptörténete sorolja fel. Ez a jelzés csupán a megfogalmazás eredetét és a szerzői jogokat jelzi, nem szolgál a cikkben szereplő információk forrásmegjelöléseként.